# تسرع القلب الجيبي غير المناسب
تسرع القلب الجيبي غير المناسب هو نوع نادر من اضطراب نظم القلب يقع ضمن فئة تسرع القلب فوق البطيني. قد يكون سبب تسرع القلب الجيبي غير المناسب هو أن العقدة الجيبية نفسها تملك بنية غير طبيعية أو خلل وظيفي، أو قد يكون جزءًا من مشكلة تسمى خلل الوظائف المستقلة، أي اضطراب و/أو فشل الجهاز العصبي الذاتي. يستمر البحث في آلية وأسباب تسرع القلب الجيبي غير المناسب.
يُعتبر تسرع القلب الجيبي غير المناسب حالة حميدة على المدى الطويل. مع ذلك، قد تكون أعراض تسرع القلب الجيبي غير المناسب مشتتة وتستدعي العلاج. يعد القلب عضلة قوية يمكنها عادةً الحفاظ على إيقاع قلبي أعلى من المعدل الطبيعي، رغم من ضرورة مراقبة الحالة بشكل عام. لم تتضح آلية تسرع القلب الجيبي غير المناسب وأسبابه الرئيسية بشكل كامل. اقترحت آلية مناعية ذاتية، إذ كشفت عدة دراسات عن وجود أضداد ذاتية تنشط مستقبلات بيتا الأدرينالينية لدى بعض المرضى. تتضمن آلية اضطراب نظم القلب بشكل أساسي العقدة الجيبية والأنسجة المحيطة بالعقدة. تتوفر علاجات إما باستخدام الأدوية أو بالاستئصال القسطري، لكن يصعب حاليًا علاج الحالة بنجاح.

## الأعراض
تختلف الأعراض التي أبلغ عنها المرضى من حيث التكرار والشدة. قد تشمل:
- خفقان متكرر أو مستمر[5]
- ضيق التنفس والخفقان عند الجهد
- حالة ما قبل الإغماء (شعور المريض بأنه على وشك الإغماء)
- إعياء
- دوخة
- عدم تحمل التمرين
- المذل والتشنج العرضيان
- الأعراض المصاحبة لاضطراب الجهاز العصبي الذاتي، بما في ذلك اضطرابات الجهاز الهضمي

## التشخيص
لا توجد معايير تشخيصية رسمية. يعتمد تشخيص تسرع القلب الجيبي غير المناسب في المقام الأول على الاستبعاد، ويمكن ملاحظة ما يلي:
- استبعاد جميع أسباب تسرع القلب الجيبي
- يجب استبعاد الأشكال الشائعة من تسرع القلب فوق البطيني
- شكل طبيعي للموجة بّي.
- حدوث تسرع القلب الجيبي عادةً أثناء الراحة (لكن ليس دائمًا)
- انخفاض ليلي في معدل ضربات القلب
- استجابة غير طبيعية لمعدل ضربات القلب عند الجهد
- متوسط معدل ضربات القلب في 24 ساعة> 95 نبضة في الدقيقة
- توثيق الأعراض على أنها ناتجة عن تسرع القلب
- انخفاض ضغط الدم في بعض الحالات
- الإبلاغ عن الإغماء (فقدان الوعي) في بعض الأحيان

## العلاج
عولج تسرع القلب الجيبي غير المناسب دوائيًا وجراحيًا، بدرجات متفاوتة من النجاح. لا يعد تسرع القلب الجيبي غير المناسب بحد ذاته مؤشرًا لارتفاع معدلات الوفيات، وقد يختار الكثير من المرضى عدم الخضوع لعلاج إذا كانت أعراضهم قليلة.
تشمل بعض الأدوية التي جربها أطباء القلب وغيرهم: حاصرات بيتا، والمثبطات الانتقائية لقناة If في العقدة الجيبية (مثل إيفابرادين)، وحاصرات قنوات الكالسيوم، والأدوية المضادة لاضطراب النظم. استُخدمت أيضًا بعض أدوية مثبطات استرداد السيروتونين الانتقائية من حين لآخر، بالإضافة إلى الأدوية الأكثر شيوعًا لعلاج متلازمة تسارع معدل ضربات القلب الموضعي الانتصابي، مثل فلودروكورتيزون.
تشمل العلاجات الباضعة أشكالًا من الاستئصال القسطري مثل تعديل العقدة الجيبية (الاستئصال الانتقائي للعقدة الجيبية)، والاستئصال الكامل للعقدة الجيبية (مع ما يصاحب ذلك من غرس ناظمة قلبية اصطناعية دائمة)، واستئصال العقدة الأذينية البطينية في الحالات شديدة المقاومة (إحصار القلب التام علاجي المنشأ، ما يستلزم غرس ناظمة قلبية اصطناعية دائمة). مع ذلك، قد تؤدي العلاجات الباضعة أيضًا إلى تفاقم الأعراض.